# بک‌لش (۲۰۱۸)
بک‌لش (به انگلیسی: Backlash) یک رویداد غیر رایگان (Pay-Per-View) در کشتی حرفه‌ای است که توسط کمپانی دبلیودبلیوئی و برای هر دو برند را، اسمَک‌دَون تهیه می‌شود و این دوره‌اش هم در ۶ مه ۲۰۱۸ و در مجموعه ورزشی پرودنتیال سنتر شهر نیوآرک، نیوجرسی برگزار خواهد شد. این رویداد چهاردهمین رویداد با نام بک‌لش است.

## زمینه‌سازی
بک‌لش شامل مسابقاتی بین دشمنی‌های موجود، ماجراهای پیش آمده و استوری‌هایی خواهد بود که پیش از این در برنامه‌های را و اسمَک‌دَون پخش شده بود. کشتی‌گیرها با توجه به مسابقات یا سری اتفاقاتی که برایشان رخ می‌دهد و تنش را به حد اکثر می‌رساند، نقش منفی یا قهرمان به خود می‌گیرند.

## نتایج
| #                                                                                                 | نتایج                                                          | نوع مسابقه                                              | مدت زمان |
| ------------------------------------------------------------------------------------------------- | -------------------------------------------------------------- | ------------------------------------------------------- | -------- |
| ۱پ                                                                                                | روبی رایت (با همراهی لیو مورگان و سارا لوگان) پیروز مقابل بِیلی | مسابقه تک نفره                                          | 10:10    |
| ۲                                                                                                 | سث رالینز (c) پیروز مقابل د میز                                | مسابقه تک نفره برای قهرمانی کمربند بین قاره‌ای           | 20:30    |
| ۳                                                                                                 | نایا جکس (c) پیروز مقابل الکسا بلیس                            | مسابقه تک نفره برای قهرمانی کمربند زنان راو             | 10:20    |
| ۴                                                                                                 | جف هاردی (c) پیروز مقابل رندی اورتن                            | مسابقه تک نفره برای قهرمانی کمربند ایالات متحده         | 12:00    |
| ۵                                                                                                 | دنیل براین پیروز مقابل بیگ کس با تسلیم                         | مسابقه تک نفره                                          | 7:45     |
| ۶                                                                                                 | کارمِلا (c) پیروز مقابل شارلوت فلر                              | مسابقه تک نفره برای قهرمانی کمربند زنان اسمک‌داون        | 9:00     |
| ۷                                                                                                 | ای‌جی استایلز (c) مقابل شینسکه ناکامورا بدون برنده              | مسابقه بدون سلب صلاحیت برای قهرمانی کمربند دبلیودبلیوئی | 21:05    |
| ۸                                                                                                 | براون استرومن و بابی لشلی پیروز مقابل کوین اونز و سمی زین      | مسابقه تگ تیم                                           | 8:40     |
| ۹                                                                                                 | رومن رینز پیروز مقابل ساموآ جو                                 | مسابقه تک نفره                                          | 18:10    |
| - (c) – نشان‌دهنده قهرمان(هایی) است که به میدان می‌روند - پ – نشان‌دهنده این است که مسابقه در پری–شو |                                                                |                                                         |          |

## موضوعات مرتبط
فهرست قهرمانان کنونی دبلیودبلیوئی